# Qâbûs
Qâbûs ou Chams al-Ma`âlî Qâbûs ben Wuchmagîr dit Chams al-Ma`âlî (Soleil de son excellence) (règne 977-981 ; 997-1012) est un prince de la dynastie persane des Ziyarides, installée à Gorgan au bord de la mer Caspienne.
Pendant son règne Qâbûs allie la férocité de son grand-père au goût éclairé des lettres et de la culture. Certains de ses vers en arabe ou en persan sont connus et Al-Biruni et Avicenne ont tous deux passé quelque temps à sa cour. Il fut l'un des premiers mécènes d'al-Biruni, qui lui dédia en 1000 sa Chronologie. Bien que son grand-père Mardâvij ait été violemment antimusulman, ses successeurs, dont Qâbûs, sont sunnites, ce qui est une exception chez les Daylamites généralement chiites. Il est enterré dans le Gonbad-e Qabus.

## Biographie
Qâbûs est le deuxième fils de Zahîr ad-Dawla Vushmagîr. Son père, Vushmagîr meurt à cause d'un accident de chasse le 7 décembre 967. Comme aîné, Zahîr ad-Dawla Bîsutûn réclame la succession. Qâbûs, soutenu par les Samanides, lui conteste le trône. Bîsutûn apprend que le gouverneur samanide de Nichapur a l'intention de le rançonner pour payer les armées samanides du Khorasan. Il s'installe à Âmol et se met alors sous la protection du bouyide Rukn ad-Dawla qui le reconnaît comme souverain légitime du Gorgân et du Tabaristan, de Chaloos et de Rûyân. L'armée samanide se retire. Bîsutûn reçoit le titre de Zahîr ad-Dawla (Soutien de l'empire) de la part du calife abbasside Al-Muti. Qâbûs trouve un soutien du côté d'Al-Hasan ibn al-Fairuzan qui règne sur le Semnân. Bîsutûn parvient à conquérir le Gorgân et le Semnān forçant Qâbûs à abandonner ses prétentions.

### Le règne
Le décès de Bîsutûn en 977 donne à Qâbûs une nouvelle occasion de prendre le contrôle des Ziyarides. Le gouverneur du Tabaristan soutient le fils de Bîsutûn comme héritier présomptif du trône et compte sur l'appui des Samanides. Qâbûs obtient l'appui des militaires ziyarides et le soutien du souverain bouyide du Fars `Adhud ad-Dawla Fannâ Khusraw. Qâbûs prend le Gorgân et fait prisonnier le fils de Bîsutûn à Semnan. En 978 ou 979, le calife At-Ta'i confère à Qâbûs le titre de Chams al-Ma`âlî.

### L'exil
En 980, Qâbûs fournit un refuge au souverain bouyide de Ray, Fakhr ad-Dawla `Alî, qui vient de perdre une bataille contre `Adhud ad-Dawla. Ce dernier offre à Qâbûs de l'argent et des territoires en échange de la reddition de Fakhr ad-Dawla. Qâbûs refuse. En réponse `Adhud ad-Dawla envahit le Tabaristan en 981. Mu'ayyid ad-Dawla Bûyah, frère d'`Adhud ad-Dawla envahit le Gorgân. Qâbûs et Fakhr ad-Dawla sont alors contraints de s'enfuir et demandent l'aide des Samanides. Une armée samanide essaie vainement de reconquérir les territoires pris par les Bouyides.

### Reprise du pouvoir
`Adhud ad-Dawla meurt en mars 983, Mu'ayyid ad-Dawla le suit de peu en 984. Fakhr ad-Dawla reprend son territoire à Ray. Mais il refuse de redonner à Qâbûs le contrôle du Tabaristan et du Gorgân.
Qâbûs reste en exil jusqu'à la mort de Fakhr ad-Dawla en 997. La même année l'émir samanide Nuh II décède lui aussi. L'empire samanide entre dans une période d'instabilité intérieure.
Qâbûs reprend à Majd ad-Dawla Rustam, fils et successeur de Fakhr ad-Dawla, le Tabaristan et de là le Gorgân en 998. Les Bouyides essaient de l'expulser mais sans succès.
Bien que Qâbûs ait reconnu le calife comme son suzerain, il se conduit comme un souverain indépendant. Il entre en relation avec le ghaznévide Mahmûd, mettant en place la possibilité de prise de contrôle du royaume par les Ghaznévides. Qâbûs épouse la fille de Mahmûd. Il n'a plus de véritables affrontements avec les Bouyides mais il doit faire face à de graves troubles intérieurs.

### La succession
Une conspiration menée par les chefs de l'armée échoue à le faire prisonnier mais prend le contrôle de la capitale. Les conspirateurs invitent Falak al-Ma`âlî Manûchihr, fils de Qâbûs et gouverneur du Tabaristan à prendre le pouvoir. Manûchihr hésite à joindre aux conspirateurs. Il poursuit Qâbûs jusqu'à Bastâm où Qâbûs finit par abdiquer.
`Unsur al-Ma`âlî Kay Kâ'ûs (~1020-1087) petit-fils de Qâbûs a écrit le Qâbûs Nâmeh à l'intention de son propre fils comme un manuel de bonne gouvernance. Il parle de son grand-père en ces termes :
« On raconte que mon grand-père, Chams al-Ma`âlî Qâbûs était un homme assoiffé de sang, incapable de pardonner une offense. C'était un homme cruel, et à cause de cette cruauté ses troupes prirent la décision de se venger. Elle organisèrent une conspiration avec mon oncle Falak al-Ma`âlî Manûchihr qui a fait prisonnier son père. Chams al-Ma`âlî. Falak al-Ma`âlî fut obligé d'agir ainsi par l'armée qui négociait le transfert du royaume à un étranger s'il n'avait pas accepté leurs conditions. Se rendant compte que la royauté serait alors perdue pour la famille, il fut contraint à prendre le chemin qu'il a pris. »
Qâbûs se retire dans un château à Astarabad (Gorgan) avec l'intention de passer le reste de sa vie en dévotion. Les conspirateurs le considèrent comme une menace et le mettent à mort en 1012.